# Temporada 1967 de la AFL
La Temporada 1967 de la AFL fue la 8ª temporada de la AFL.
La temporada finalizó cuando los Oakland Raiders vencieron a los Houston Oilers 31-7 por el juego de campeonato de la AFL y fue
derrotado, dos semanas después , por los Green Bay Packers de la NFL en el Super Bowl II 33-14.

## Carrera Divisional
La AFL tenía 9 equipos, agrupados en dos divisiones, que se enfrentaron entre sí al menos una vez, y cada equipo jugarían otras seis veces.
A pesar de que los New York Jets y los Houston Oilers eran de la División Este, se encontraron sólo una vez en la temporada, el 15 de octubre.
El mejor equipo de la División Este jugaría contra el mejor de la División Oeste en un juego de campeonato. Si hubiera empate en la
clasificación, se llevaría a cabo una segunda fase para determinar el ganador de la división.
| Semana | Este              | Registro | Oeste            | Registro |
| ------ | ----------------- | -------- | ---------------- | -------- |
| 1      | ninguno           | 0-0-0    | Denver           | 1–0–0    |
| 2      | Buffalo           | 1–0–0    | 3 equipos        | 1–0–0    |
| 3      | Miami             | 1–0–0    | 3 equipos        | 2–0–0    |
| 4      | Miami             | 1–1–0    | 3 equipos        | 2–0–0    |
| 5      | N.Y. Jets         | 2–1–0    | Empate (Oak, SD) | 3–0–0    |
| 6      | N.Y. Jets         | 3–1–0    | San Diego        | 3–0–1    |
| 7      | N.Y. Jets         | 3–1–1    | San Diego        | 4–0–1    |
| 8      | N.Y. Jets         | 4–1–1    | San Diego        | 5–0–1    |
| 9      | N.Y. Jets         | 5–1–1    | Oakland          | 6–1–0    |
| 10     | N.Y. Jets         | 5–2–1    | Oakland          | 7–1–0    |
| 11     | N.Y. Jets         | 6–2–1    | Oakland          | 7–1–0    |
| 12     | N.Y. Jets         | 7–2–1    | Oakland          | 8–1–0    |
| 13     | N.Y. Jets         | 7–2–1    | Oakland          | 9–1–0    |
| 14     | Empate (Hou, NYJ) | 7–3–1    | Oakland          | 10–1–0   |
| 15     | Empate (Hou, NYJ) | 7–4–1    | Oakland          | 11–1–0   |
| 16     | Houston           | 8–4–1    | Oakland          | 12–1–0   |
| 17     | Houston           | 9–4–1    | Oakland          | 13–1–0   |

## Temporada regular

### Resultados
| Local/Visitante | Local/Visitante    | División Este | División Este | División Este | División Este | División Este | División Oeste | División Oeste | División Oeste | División Oeste |
| Local/Visitante | Local/Visitante    | BOS           | BUF           | HOU           | MIA           | NY            | DEN            | KC             | OAK            | SD             |
| --------------- | ------------------ | ------------- | ------------- | ------------- | ------------- | ------------- | -------------- | -------------- | -------------- | -------------- |
| Este            | Boston Patriots    |               | 16–44         | 18–7          | 41–10         | 24–29         |                | 10–33          | 14–48          | 31–31*         |
| Este            | Buffalo Bills      | 0–23          |               | 3–20          | 35–13         | 20–17         | 20–21          |                | 20–24          | 17–37          |
| Este            | Houston Oilers     | 27–6          | 10–3          |               | 17–14         |               | 10–6           | 20–25          | 7–19           | 24–17          |
| Este            | Miami Dolphins     | 41–32         | 17–14         | 10–41         |               | 14–33         | 35–21          | 0–24           |                | 41–24          |
| Este            | New York Jets      | 30–23         | 20–10         | 28–28         | 29–7          |               | 24–33          | 7–21           | 27–14          |                |
| Oeste           | Denver Broncos     | 26–21         | 16–17         | 18–20         |               | 24–38         |                | 24–38          | 17–21          | 21–38          |
| Oeste           | Kansas City Chiefs |               | 23–13         | 19–24         | 41–0          | 42–18         | 52–9           |                | 22–44          | 16–17          |
| Oeste           | Oakland Raiders    | 35–7          | 28–21         |               | 31–17         | 38–29         | 51–0           | 23–21          |                | 51–10          |
| Oeste           | San Diego Chargers | 59–45         |               | 13–3          | 24–0          | 31–42         | 24–20          | 45–31          | 21–41          |                |

(*) Jugado en San Diego Stadium debido a que el Fenway Park, casa de los Patriots, fue utilizado por el propietario del estadio, Boston Red Sox, para la Serie Mundial de 1967.

### Tabla de posiciones
V = Victorias, D = Derrotas, E = Empates, CTE = Cociente de victorias, PF= Puntos a favor, PC = Puntos en contra
| Campeón de Division |

| Houston Oilers  | 9 | 4  | 1 | .692 | 258 | 199 |
| New York Jets   | 8 | 5  | 1 | .615 | 371 | 329 |
| Buffalo Bills   | 4 | 10 | 0 | .286 | 237 | 285 |
| Miami Dolphins  | 4 | 10 | 0 | .286 | 219 | 407 |
| Boston Patriots | 3 | 10 | 1 | .231 | 280 | 389 |

| Oakland Raiders    | 13 | 1  | 0 | .929 | 468 | 233 |
| Kansas City Chiefs | 9  | 5  | 0 | .643 | 408 | 254 |
| San Diego Chargers | 8  | 5  | 1 | .615 | 360 | 352 |
| Denver Broncos     | 3  | 11 | 0 | .214 | 256 | 409 |

## Juego de Campeonato
- Juego de Campeonato de la AFL
  - Oakland Raiders 31, Houston Oilers 7, 31 de diciembre de 1967, O.co Coliseum, Oakland, California
- Super Bowl II
  - Green Bay Packers (NFL) 33, Oakland Raiders (AFL) 14 , el 14 de enero de 1968, Orange Bowl, Miami, Florida